# Вајпио (Хаваји)
Вајпио (енгл. Waipio) насељено је место за статистичке потребе у америчкој савезној држави Хаваји. По попису становништва из 2010. у њему је живело 11.674 становника.

## Демографија
Према попису становништва из 2010. у граду је живело 11.674 становника, што је 2 (0,0%) становника више него 2000. године.
| Група             | 2000.         | 2010.         |
| Белци             | 1.565 (13,4%) | 1.218 (10,4%) |
| Афроамериканци    | 329 (2,8%)    | 179 (1,5%)    |
| Азијати           | 6.380 (54,7%) | 6.588 (56,4%) |
| Хиспаноамериканци | 789 (6,8%)    | 1.012 (8,7%)  |
| Укупно            | 11.672        | 11.674        |